# Genius + Love = Yo La Tengo
Genius + Love = Yo La Tengo je kompilační dvojalbum americké rockové skupiny Yo La Tengo, vydané v září 1996 hudebním vydavatelstvím Matador Records. Nachází se na něm raritní písně a alternativní verze písní. Vedle autorských skladeb se zde nachází také několik coververzí, například od Johna Calea („Hanky Panky Nohow“) či skupin Wire („Too Late“) a The Velvet Underground („I'm Set Free“).

## Seznam skladeb
| Disk 1 | Disk 1                                                    | Disk 1 |
| Pořadí | Název                                                     | Délka  |
| ------ | --------------------------------------------------------- | ------ |
| 1.     | Evanescent Psychic Pez Drop                               | 2:48   |
| 2.     | Demons                                                    | 3:18   |
| 3.     | Fog Over Frisco                                           | 3:47   |
| 4.     | Too Late                                                  | 5:57   |
| 5.     | Hanky Panky Nohow                                         | 2:58   |
| 6.     | Something to Do                                           | 2:11   |
| 7.     | Ultra-Powerful Short Wave Radio Picks Up Music from Venus | 1:31   |
| 8.     | Up to You                                                 | 4:03   |
| 9.     | Somebody's Baby                                           | 3:38   |
| 10.    | Walking Away from You                                     | 5:58   |
| 11.    | Artificial Heart                                          | 3:00   |
| 12.    | Cast a Shadow                                             | 2:24   |
| 13.    | I'm Set Free                                              | 4:10   |
| 14.    | Barnaby, Hardly Working                                   | 3:54   |
| 15.    | Some Kinda Fatigue                                        | 7:38   |
| 16.    | Speeding Motorcycle                                       | 3:33   |

| Disk 2 | Disk 2                 | Disk 2 |
| Pořadí | Název                  | Délka  |
| ------ | ---------------------- | ------ |
| 1.     | Nutricia               | 5:01   |
| 2.     | Her Grandmother's Gift | 2:39   |
| 3.     | From a Motel 6, Pt. 2  | 4:29   |
| 4.     | Gooseneck Problem      | 0:04   |
| 5.     | Surfin' with the Shah  | 2:07   |
| 6.     | Ecstasy Blues          | 2:47   |
| 7.     | Too Much, Pt. 1        | 1:18   |
| 8.     | Blitzkrieg Bop         | 2:18   |
| 9.     | One Self: Fish Girl    | 5:31   |
| 10.    | Enough                 | 5:25   |
| 11.    | Drum Solo              | 0:08   |
| 12.    | From a Motel 6, Pt. 1  | 3:35   |
| 13.    | Too Much, Pt. 2        | 0:21   |
| 14.    | Sunsquashed            | 26:22  |